# Carabus vietinghoffi
Carabus vietinghoffi es una especie de insecto adéfago del género Carabus, familia Carabidae. Fue descrita científicamente por M. Adams en 1812.
Habita en China, Corea del Norte, Rusia, Estados Unidos y Canadá (desde Alaska hasta Nunavut). Longitud del cuerpo de 27 a 35 mm. El color principal es el negro, los élitros son verdosos con un borde rojizo. Cuerpo convexo, élitros arrugados, el doble de ancho que la cabeza. Vive en bosques de llanuras aluviales de taiga. Las larvas pasan el invierno, los escarabajos jóvenes emergen de las pupas en primavera.